# Chioneryx pygmaea
Chioneryx pygmaea is een tweekleppigensoort uit de familie van de Veneridae. De wetenschappelijke naam van de soort werd in 1818 voor het eerst geldig gepubliceerd door Jean-Baptiste de Lamarck.